# Taxiphyllum geophilum
Taxiphyllum geophilum là một loài Rêu trong họ Hypnaceae. Loài này được (Austin) M. Fleisch. miêu tả khoa học đầu tiên năm 1923.